# 仙酔峡道路
仙酔峡道路（せんすいきょうどうろ）は、熊本県阿蘇市内を通る阿蘇市道である。正式名称は阿蘇市一の宮町道小堀仙酔峡線である。1964年の開通時は有料道路であったが、1995年に無料開放された。

## 路線概要
阿蘇くじゅう国立公園における公園事業の一環として整備され、
阿蘇山高岳北嶺の景勝地である仙酔峡へのアクセスを主な目的とする。
- 起点：熊本県阿蘇市一の宮町宮地（仙酔峡入口交差点＝国道57号交点）
- 終点：熊本県阿蘇市一の宮町宮地

### 計画・建設
やまなみハイウェイが（旧）一の宮町宮地まで開通するのに合わせ、阿蘇山火口東側の登山コースを開発するとともに、
火口西側の観光コースと繋ぎ周遊ルートを形成する構想の一環として計画された。
建設主体は一の宮町であり、これは全国初の町営有料道路であった。総工費1億3600万円の全額を起債によって調達し、1964年8月19日に開通、供用開始した。
開通当時の料金は小型車150円であった。

### 赤字問題
計画では開通初年度に47,000台の通行量を見積もっていたが実績は18,000台にとどまり、その後も通行量、収入ともに計画を下回り続けた。
1969年の実績で48,364台が利用していたが、未償還額が1億7000万円を超え、一の宮町の財政危機として国会でも取り上げられた。
同時期に、阿蘇山西側で有料道路として供用されていた阿蘇登山道路が日本道路公団から熊本県に移管され、同県が管理する有料道路であった阿蘇山観光道路とプール制で管理されることになった。一の宮町ではこのプール制に仙酔峡道路を加えるべく、管理を町から県に移管する運動を行ったが実現せず、町営のままとなった。

### 無料化とその後
1995年5月17日に無料開放し、一の宮町道小堀仙酔峡線となった。その後も仙酔峡道路の通称で案内されることが多い。2001年にはミヤマキリシマ開花の最盛期である5月上旬から中旬にかけ、一般車両の昼間通行規制および有料シャトルバスの運行が実施された。
2016年の熊本地震により、区間の数か所で崩落が起きるなど被災した。
2017年より国の補助を含む3億1700万円の事業費を投入して復旧工事を行い、2019年4月1日に通行止めが解除された。

## 接続路線
- 国道57号

## 周辺
- 豊肥本線 宮地駅
- 阿蘇山
  - 仙酔峡
  - 仙酔峡ロープウェイ仙酔峡駅 --- 廃止
  - 仙酔峡インフォメーションセンター
- 国立阿蘇青少年交流の家（旧国立阿蘇青年の家）--- 国立青少年教育振興機構
- かんぽの宿阿蘇